# Plückerjeva ploskev
Plückerjeva ploskev je ploskev ploskev četrte stopnje v trirazsežnem projektivnem prostoru. Vsebuje dvojno premico in 8 vozlišč.
Ploskev je proučeval nemški fizik in matematik Julius Plücker (1801  - 1868).   